# 田汝耔
田汝耔（1478年—1533年3月27日），字勤甫，號水南，河南開封府祥符縣人，明朝政治人物。

## 生平
弘治十一年（1498年）河南鄉試第六十七名舉人。弘治十八年（1505年）中式乙丑科會試第二十四名，三甲第一百七十二名進士。隨即丁憂歸里。正德三年（1508年），服闕，授行人司行人。正德四年（1509年）六月，授刑科给事中。正德五年（1510年），巡按河东盐课。正德七年十二月丙辰（1513年1月），劾奏山东左布政使夏时谄媚贪饕，河南佥事孙磐刚愎无忌，莱州知府辛文渊贪暴著声，河间知府史鉴结纳权贵，結果鉴、文渊冠带闲住，时、磐行巡按官核实裁处。
正德八年（1513年），升任江西按察司佥事，提督學政。正德十二年（1517年），吏部考察，田汝耔以才力不及并不谨，调山西佥事。正德十四年（1519年），升湖广按察司副使。任內理狱讼、清屯田、修水利。上疏请归養母，三上得请。居家十二年，杜门读书，嘉靖十二年三月二日（1533年3月27日）卒。

## 著作
有《奏议》五卷，《水南集》十八卷。

## 家族
曾祖田登；祖父田茂；父田安，縣丞。母魏氏；前母楊氏。具庆下。